# Comté de Blaine (Oklahoma)
Pour les articles homonymes, voir Comté de Blaine.
Le comté de Blaine est un comté situé dans l'État de l'Oklahoma, aux États-Unis. Le siège du comté est Watonga. Selon le recensement de 2000, sa population est de 11 976 habitants.

## Comtés adjacents
- Comté de Major (nord)
- Comté de Kingfisher (est)
- Comté de Canadian (sud-est)
- Comté de Caddo (sud)
- Comté de Custer (sud-ouest)
- Comté de Dewey (nord-ouest)

## Principales villes
- Canton
- Geary
- Greenfield
- Hitchcock
- Hydro
- Longdale
- Okeene
- Watonga